# ديك سكانلان
ديك سكانلان (بالإنجليزية: Dick Scanlan)‏ (1961)؛ كاتِب ومُخرج مسرحي، شاعر غنائي، ملحن، ممثل وروائي أمريكي.

## روابط خارجية
- ديك سكانلان على موقع قاعدة بيانات برودواي على الإنترنت (الإنجليزية)